# 仁勢物語
仁勢物語（にせものがたり）は、寛永17年（1640年）頃に成立した日本の仮名草子。柳亭種彦『好色本目録』では烏丸光広作と伝わるが、現在では否定されている。大本、上下2冊。

## 概要
作者を烏丸光広とする説は、光広逝去が寛永15年であるため、明白な誤伝である。
「仁勢」は「似せ」の意味で、『伊勢物語』流布本の全125段を忠実にもじり、王朝文学の雅を当世の俗に置き換えることで、読者に笑いをもたらす擬物語（パロディ）である。近世初期、『伊勢物語』のパロディは数多く出版されたが、本書が最も古く、最も原書に忠実なパロディと位置づけられる。なお、片桐洋一の研究によって、本書が寛永6年版『伊勢物語』に基づくことが明らかになっている。
『枕草子』をもじった『尤草紙』や『犬枕』、『徒然草』をもじった『犬つれづれ』など、江戸時代前期には本書のような擬古典物が多く出版された。